# Флабеллум

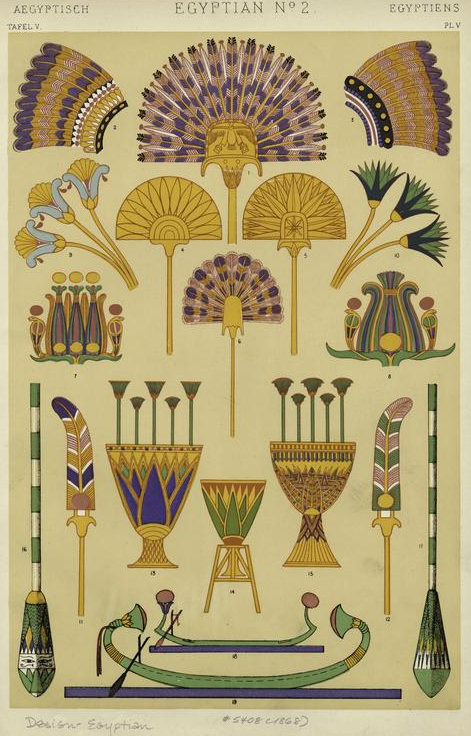
Древнеегипетская флабелла (вверху в центре) и мотивы лотоса, 1868. Нью-Йоркская публичная библиотека

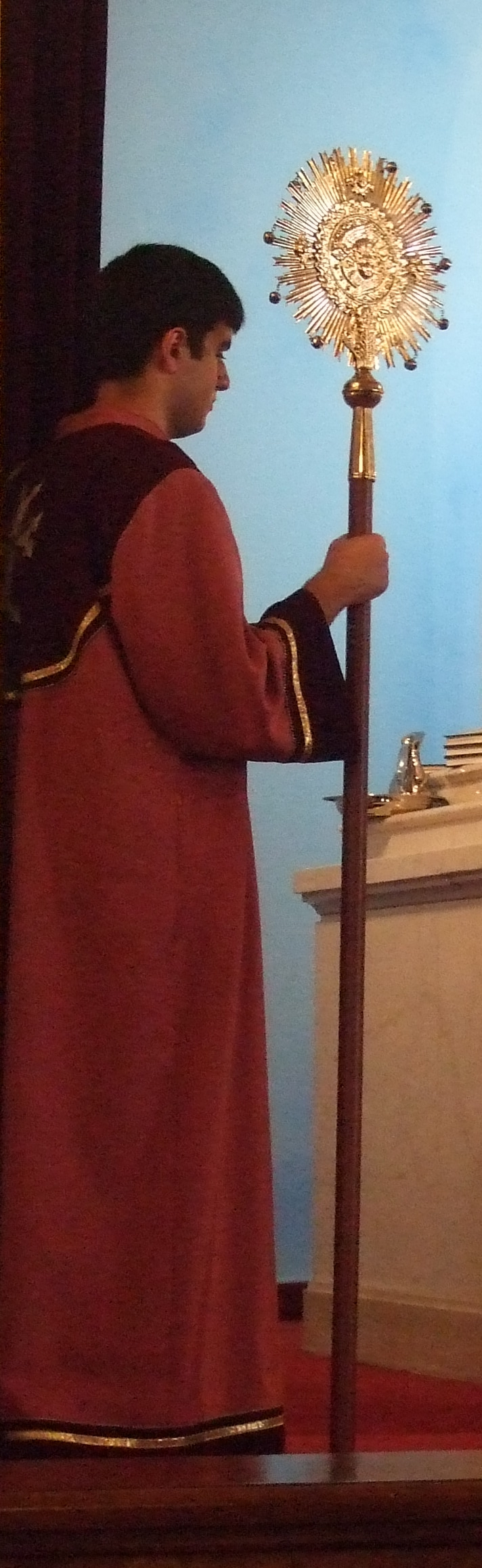
Флабеллум

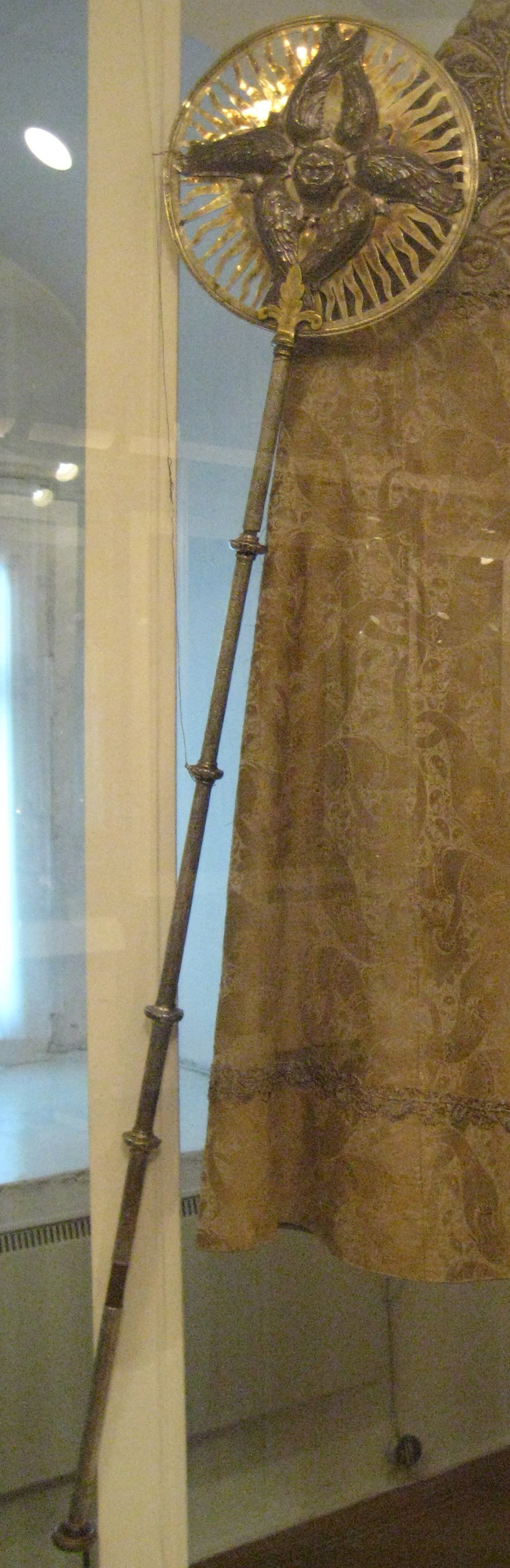
Восточно-христианская «рипида», XIX век. Псковский музей

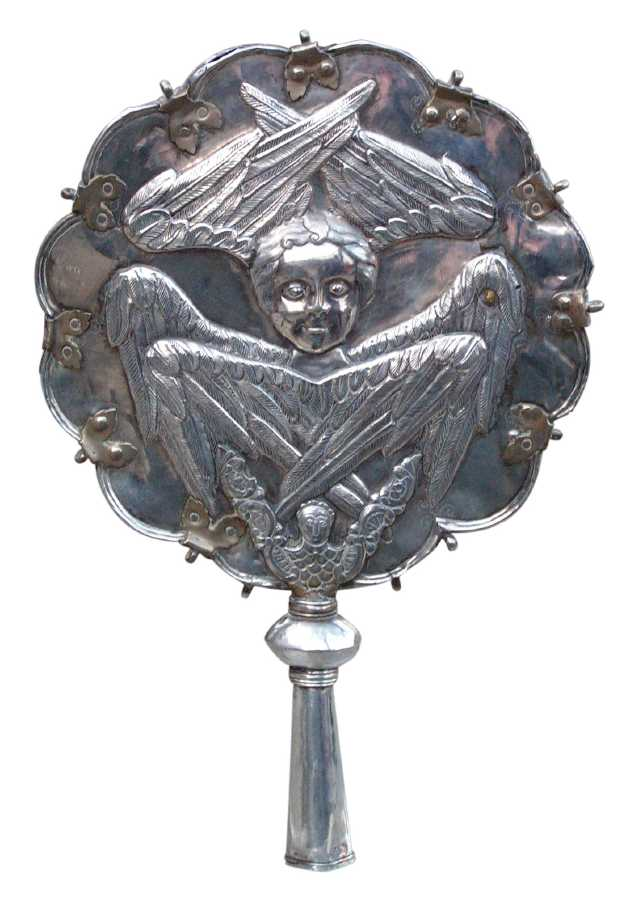
Армянская серебряная Рипида с шестикрылым серафимом

Флабе́ллум (лат. flabellum — веер) — веер, используемый в католической мессе, чтобы отгонять насекомых от Святых Даров или священника.. Опахало изготавливается из металла, кожи, пергамента, шёлка или птичьих перьев, укреплённых на конце шеста.

## История
Флабеллум использовался как в языческих ритуалах, так и в христианской церкви с самых ранних времён.
Апостольские постановления, работа четвёртого века, состояние (VIII, 12):

 «два же диакона с той и другой стороны жертвенника пусть держат из тонких кож или из павлиновых перьев или из полотна рипиду, и тихо отгоняют малых летающих животных, чтобы не попали в чаши».
В Средневековой Европе веер не был широко распространенным предметом. Однако самым ранним известным веером на Западе является флабеллум, также известный как церемониальный веер, который появился в VI веке. Этот тип веера использовался в христианском богослужении для воздушного охлаждения священных предметов и служителей. Так же им отгоняли насекомых от священных предметов. Веера стали модным аксессуаром и символом статуса и элегантности. Они были изготовлены из различных материалов, включая перья, шелк, кости и драгоценные камни. Веера были украшены росписью, вышивкой и резьбой. Они использовались как функциональный предмет для охлаждения в жаркую погоду, а также как элемент грациозного движения и выражения во время общения и танцев. Таким образом, веера, начиная с появления флабеллума в Средние века, претерпели эволюцию и стали не только функциональными предметами для охлаждения, но и символами статуса, моды и элегантности в европейском обществе.

### Восточное христианство
В Восточной православной церкви и Восточных католических церквях священный флабеллум до сих пор используется. Обычно он сделан из металла, круглый, с графическим изображением серафима с шестью крыльями, окружающими лицо, и установлен на конце полюса. Также найдены образцы из резной, позолоченной или окрашенной древесины. Их обычно делали парами.
Флабеллум, также известный как «hagion ripidion», имеет свои корни в ранних христианских традициях. Этот церемониальный веер был широко использован во времена Византийской империи и его следы можно обнаружить в современной византийской литургии. Функция флабеллума в византийской литургии связана с ритуалом рукоположения диакона. В определённый момент богослужения, когда диакон стоит над дарами, ему передается флабеллум. Диакон размахивает им над дарами в соответствующем месте божественной литургии.